# 吉武洋輔
吉武 洋輔 (よしたけ ようすけ 1980年 - ) は 日本のジャーナリストで、NHKメディア総局報道局経済部記者。

## 経歴
2004年4月 NHKに入局。同期にはアナウンサーの荒木美和、井上あさひ、鈴木奈穂子、広瀬智美、松村正代、守本奈実らがいる。NHK名古屋放送局での地方記者を経て、報道局経済部に配属。経済記者として、金融・エネルギー・自動車業界等の取材を担当。2019年6月に渡米しNHKワシントン支局に赴任。バイデン政権の経済政策やアメリカ国民生活の現場を取材している。